# شهرستان یونیون (پنسیلوانیا)
شهرستان یونیون، پنسیلوانیا (به انگلیسی: Union County, Pennsylvania) شهرستانی در ایالات متحده آمریکا است که در پنسیلوانیا واقع شده‌است.

## خصوصیات
شهرستان یونیون ۸۲۱٫۰۳ کیلومترمربع مساحت دارد.